# 放蕩息子の帰還 (レンブラント)
『放蕩息子の帰還』（ほうとうむすこのきかん、蘭: De terugkeer van de verloren zoon, 露: Возвращение блудного сына, 英: Return of the prodigal son）は、オランダ黄金時代の巨匠レンブラント・ファン・レインが1668年頃に制作した絵画である。油彩。主題は『新約聖書』「ルカによる福音書」で語られている《放蕩息子のたとえ話》から取られている。レンブラントの最晩年の作品の1つであり、おそらく1669年に死去する2年以内に完成したと考えられている。レンブラントの中でも特に有名な絵画の1つで、美術史家ケネス・クラークは「サンクトペテルブルクでオリジナルを見た人は、美術史上最も素晴らしい絵画であると主張することが許されるかもしれない」と説明している。現在はサンクトペテルブルクのエルミタージュ美術館に所蔵されている。

## 主題
ある人に2人の息子がいた。息子のうち弟は父親から財産を分与されると、幾日もしないうちに遠方に移り住み、そこで放蕩して身を持ちくずした。財産を使い果したのち酷い飢饉があり、食べることにも窮した。そのときになって男はようやく父のところに帰って言った、「父よ、わたしは天に対しても、あなたに対しても罪を犯しました。もうあなたの息子と呼ばれる資格はありません。どうか雇人と同様に扱ってください」。しかし父は男を温かく迎え入れ、肥えた子牛を屠って宴を催した。兄の方はこれを知ると怒った。「わたしは何年もあなたに忠実に仕えてきたのに、子山羊一匹も下さったことはありません。それなのに遊女と遊んで財産を食いつぶした弟には肥えた子牛を屠りました」。父はもう一人の息子をなだめて言った、「お前はいつもわたしと一緒にいるし、またわたしのものは全部お前のものだ。しかしお前の弟は死んでいたのに生き返り、いなくなっていたのに見つかったのだから、喜び祝うのは当然だ」。

## 作品
レンブラントは息子が相続した財産を浪費し、貧困と絶望に陥った惨めな状態で帰ってきた場面を描いている。彼は悔い改めて父の前にひざまずいて許しを乞い、父の家で使用人となることを望んだ。しかし父親は優しい仕草で放蕩息子を迎え、実の息子として歓迎している。彼の手は、母親の愛情行動と父親の愛情行動を同時に示唆していると思われる。息子の右肩に置かれた左手は、より大きく、より男性的に見える一方、息子の背中に置かれた右手はより柔らかく、その身振りはより受容的である。画面右側で手を組んで立っているのは放蕩息子の兄である。

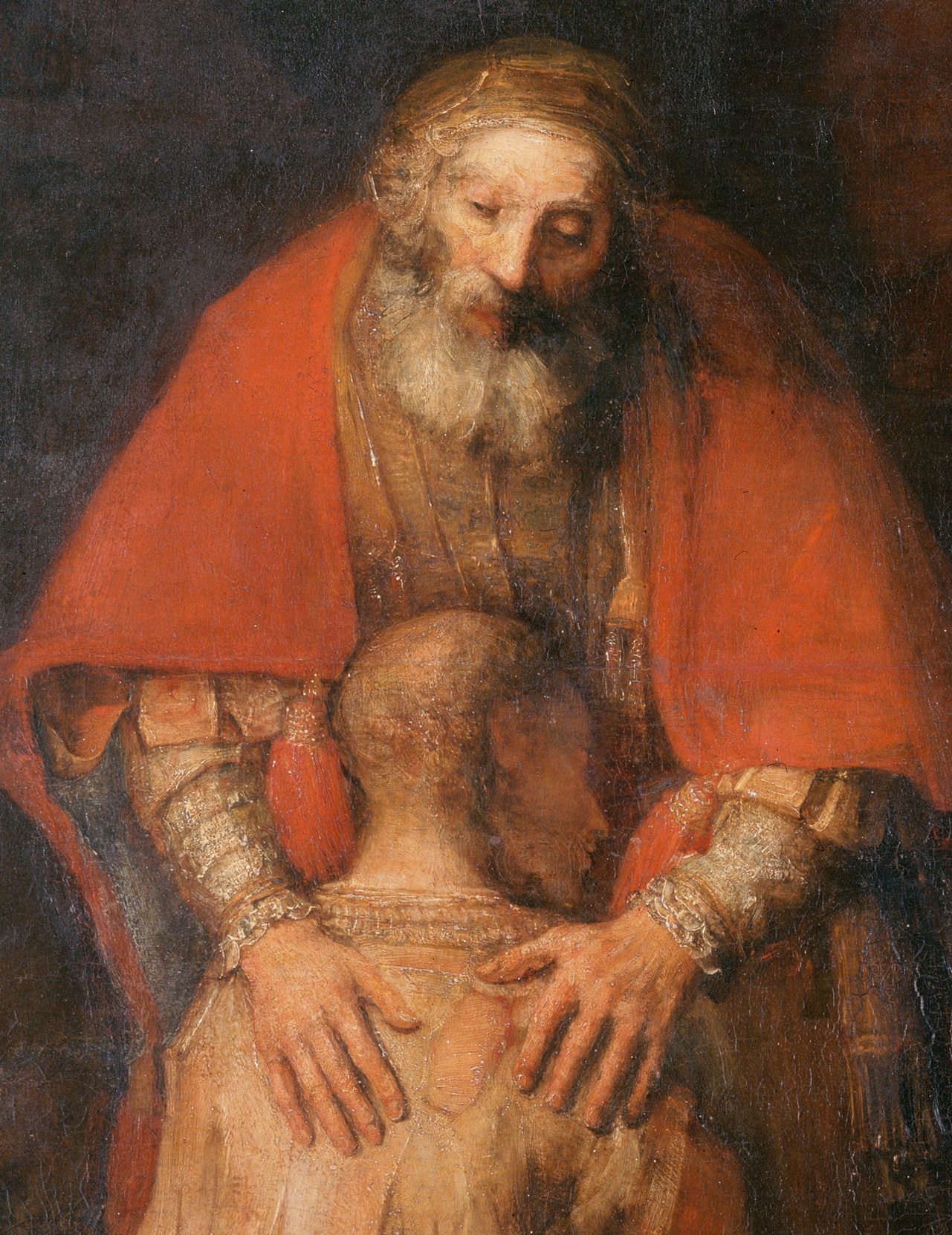
放蕩息子を抱擁する父親。

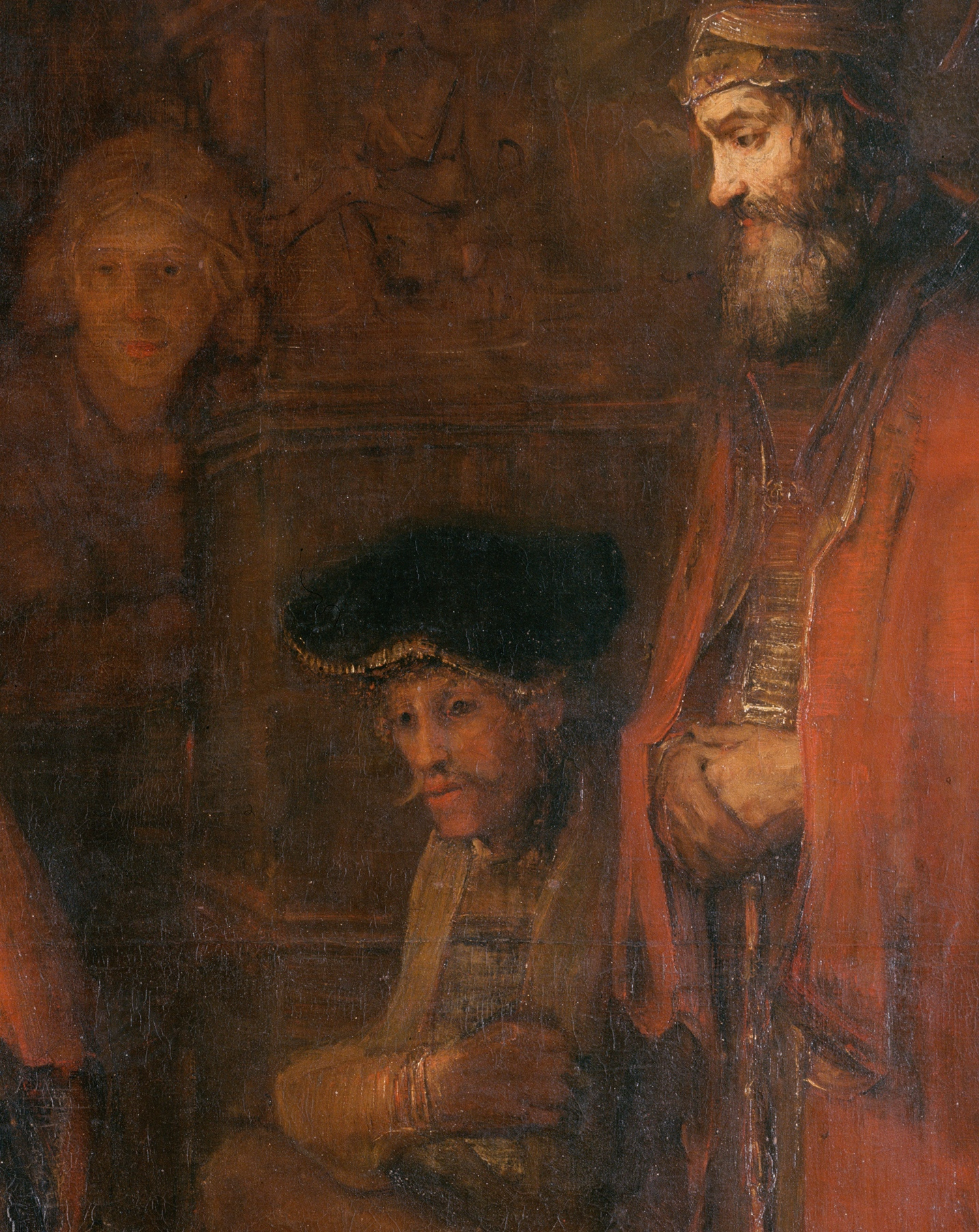
『新約聖書』の物語に登場しない人物も含んでいる。

レンブラントはこのたとえ話に感動し、1636年のエッチングに始まり、数十年にわたって放蕩息子を主題とする様々な素描、エッチング、絵画を制作した。『放蕩息子の帰還』には、これらの初期作品のいくつかに見られる『新約聖書』のたとえ話と直接関係ない人物が含まれている。彼らの正体については議論されている。左上のほとんど見えない女性は母親、一方で富を暗示する衣装を着て座っている男性は不動産の顧問あるいは徴収官である可能性が指摘されている。
本作品は後期レンブラントの熟練した技能を示している。彼の精神性の喚起とたとえ話の赦しのメッセージ性はレンブラントの芸術の頂点と考えられてきた。レンブラントの研究者であるヤーコブ・ローゼンバーグは、本作品を「記念碑的」と呼び、レンブラントは「あたかもこれが世界に対する彼の精神的な証しであるかのように、キリスト教の慈悲の思想を並外れた厳粛さで解釈している。（この絵画は）他のすべてのバロック芸術家の作品を超えて、宗教的な雰囲気と人間性の共感を呼び起こす。年老いた芸術家のリアリズムの力は衰えることはないが、心理的な洞察と精神的な意識によって高められる･･･作品全体が帰郷の象徴であり、優しさによって照らされた人間存在の闇、神の慈悲の避難所に逃げ込む疲れた罪深い人類の象徴である」。
美術史家H・W・ヤンソンは『放蕩息子の帰還』は「レンブラントの最も感動的な絵画かもしれない。それは彼の最も静かな時間でもあり、永遠に伸びる瞬間でもある。全体に広がっているのは鑑賞者がこの人々に親近感を抱く優しい沈黙の雰囲気である。その絆はおそらくこれまでのどの芸術作品よりも強く親密である」。

オランダの司祭ヘンリ・ナウエン（1932年–1996年）はこの絵画に夢中になり、最終的にたとえ話とレンブラントの絵画を下敷きにした帰郷の短い物語『放蕩息子の帰還』（The Return of the Prodigal Son, 1992年）を執筆した。ナウエンは何時間も一人で絵画について熟考することができた、1986年にエルミタージュ美術館を訪れたときの様子を説明することから始めている。彼はレンブラントの伝記に関してたとえ話における父と息子の役割を考慮し、次のように書いている。

## 来歴
絵画は18世紀に選帝侯でありケルン大司教のクレメンス・アウグスト・フォン・バイエルンのコレクションに含まれていたことが知られている。その後、絵画は個人コレクションとしてパリにあり、1766年にエルミタージュ・コレクションに入った。

## ギャラリー

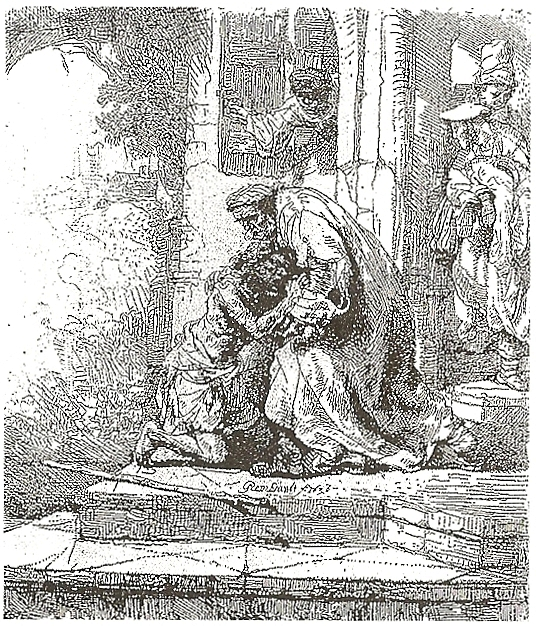
マールテン・ファン・ヘームスケルクの木版画の影響を受けた1636年のエッチング
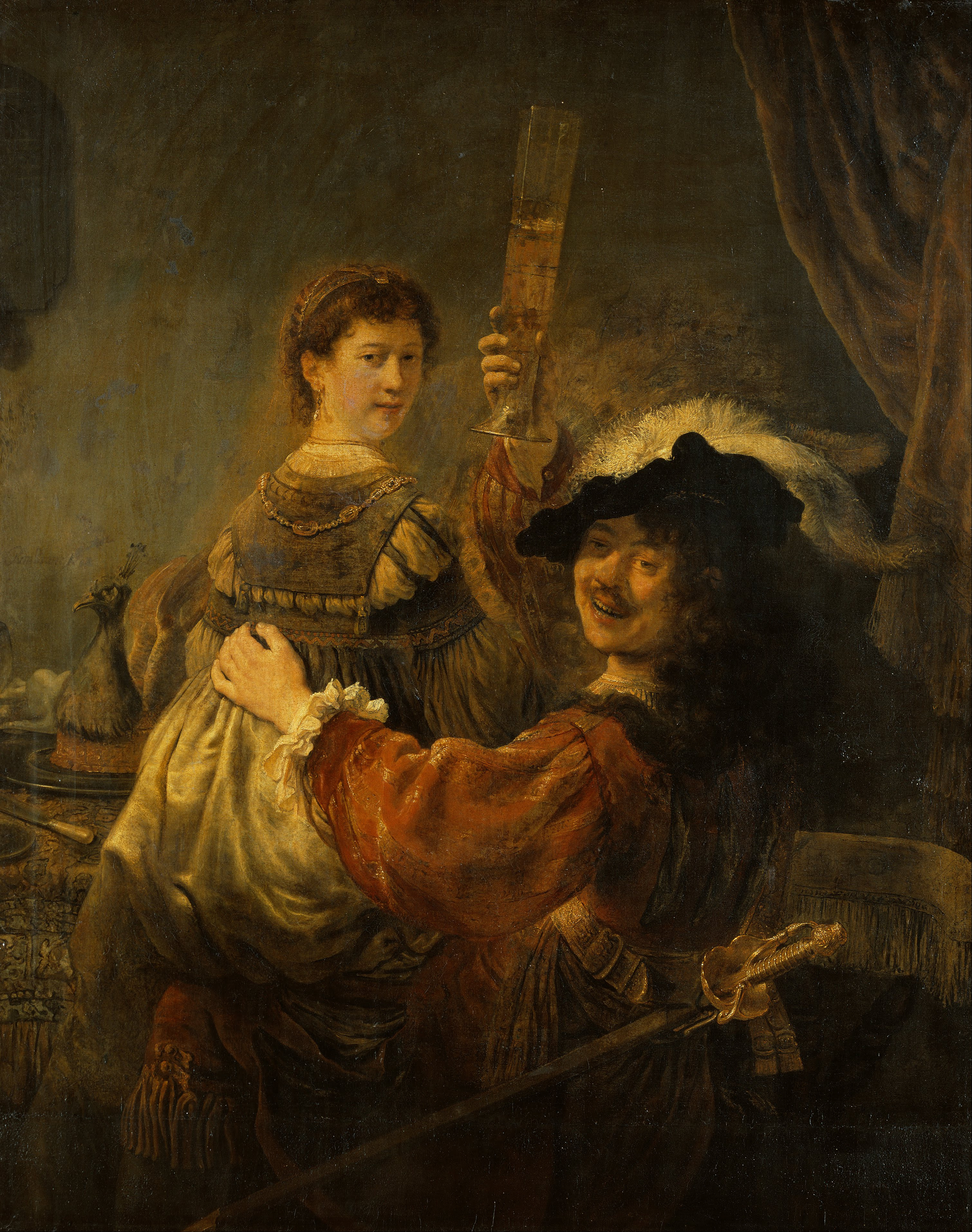
『放蕩息子としてのレンブラントとサスキア』1637年頃
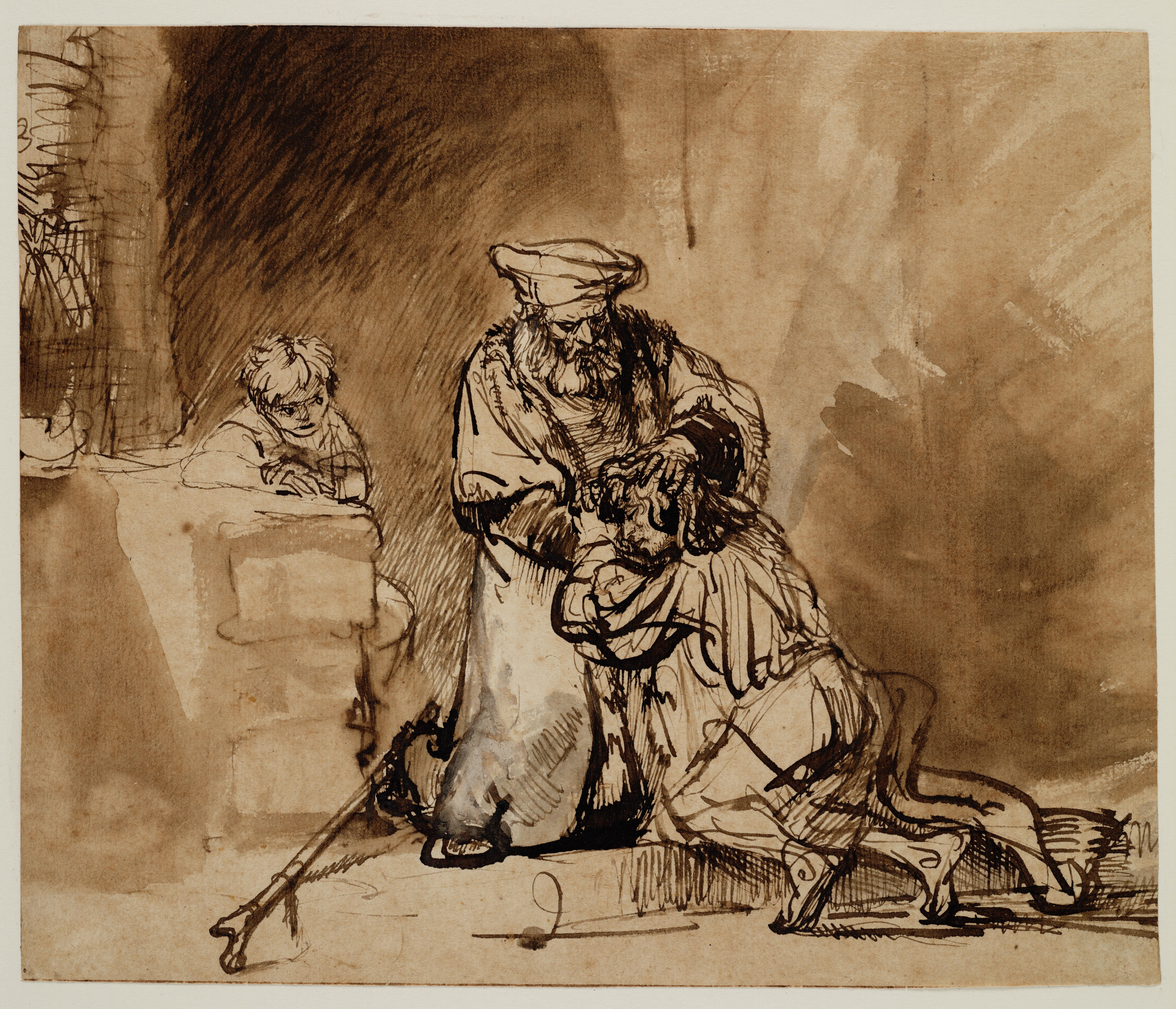
素描『放蕩息子の帰還』1642年
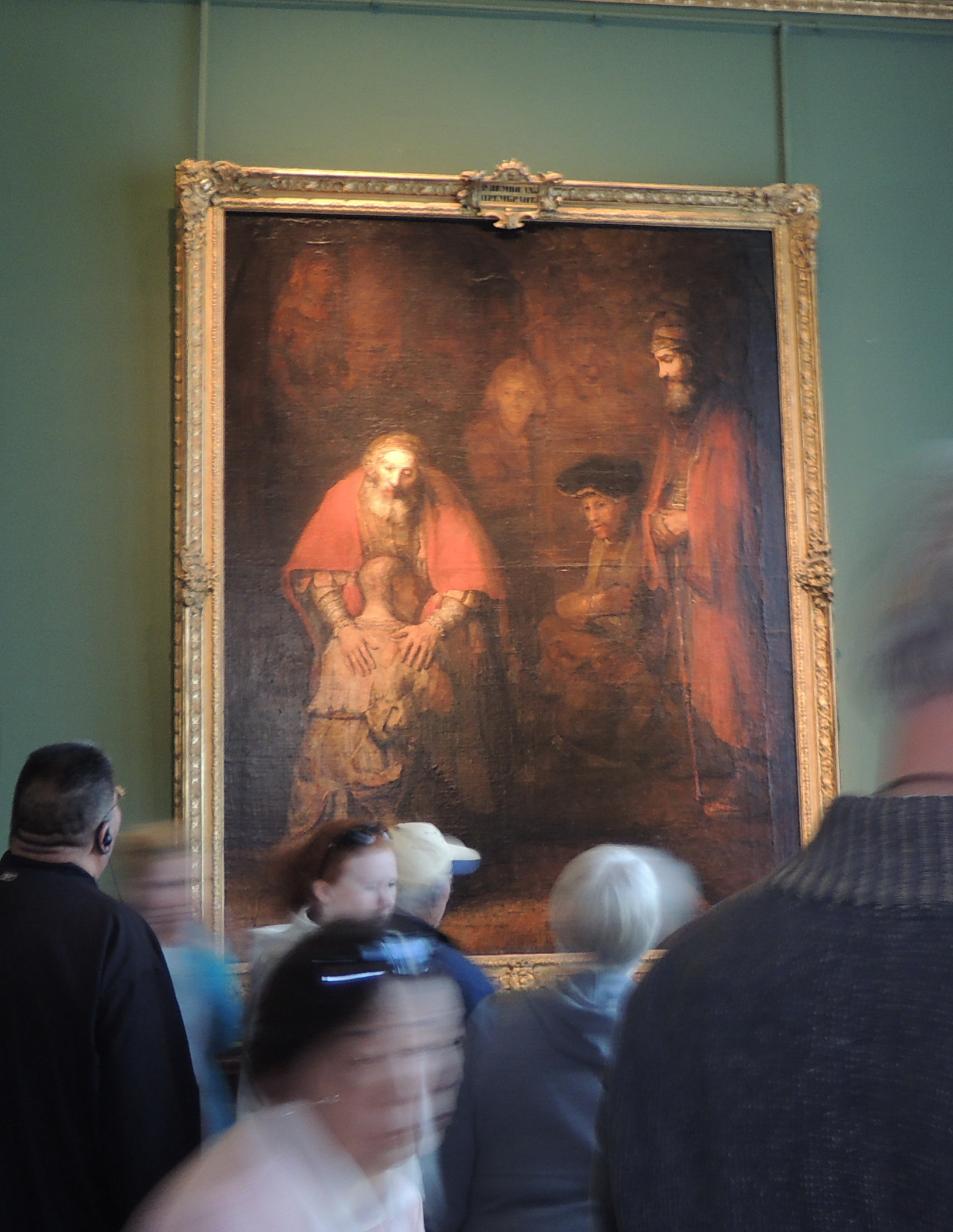
額縁と展示風景
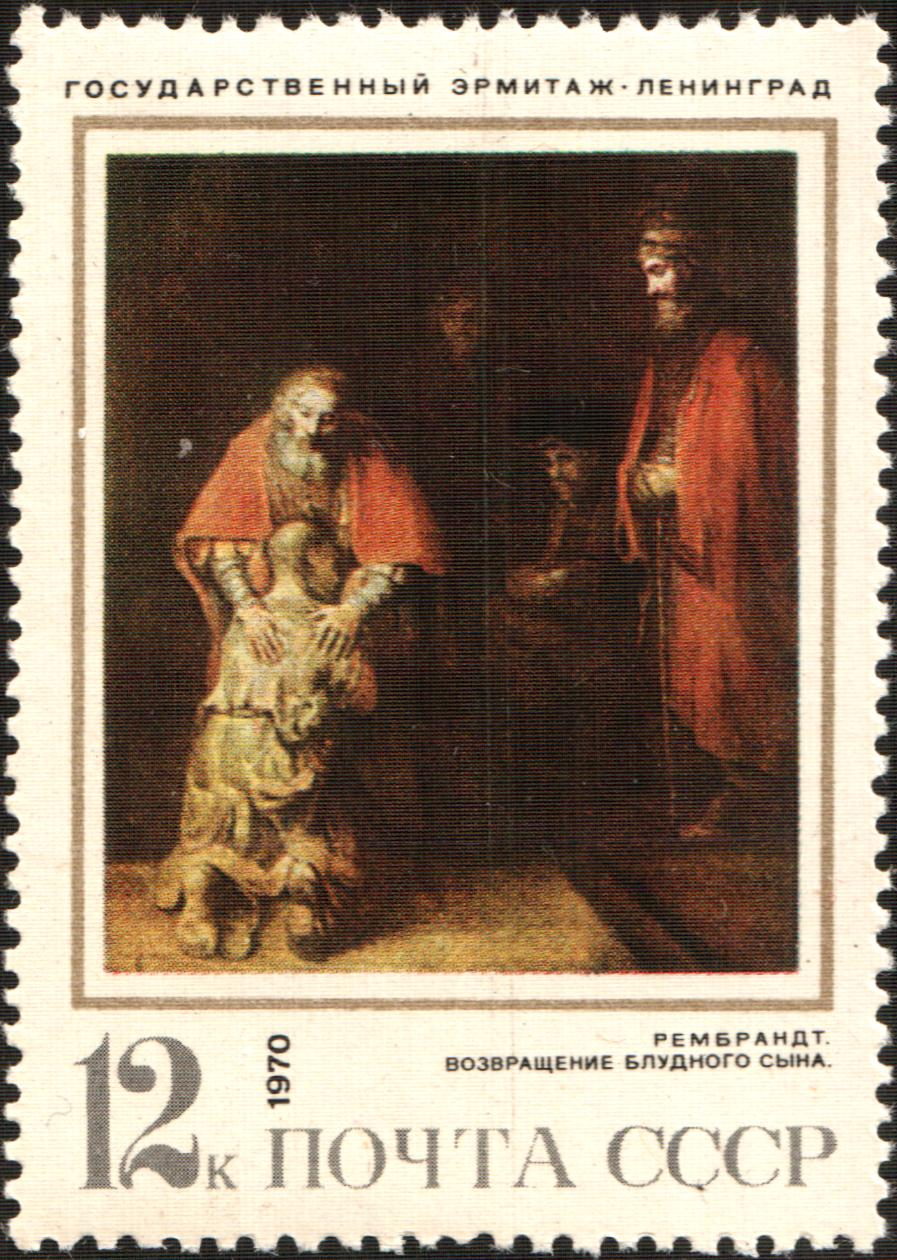
ソ連時代の1970年に発行された切手